# Menen Liben Amede
Menen Liben Amede, född före 1819, död efter 1858, var en etiopisk kejsarinna.
Hon var gift första gången med aristokraten Alula av Yejju, guvernör av Damot, och andra gången med kejsar Johannes III av Etiopien. Hon blev i första äktenskapet mor till Ali II av Yejju (1819-1866). Hennes son utnämndes 1831 till guvernör i Begemder, och hon tog makten under hans omyndighet. 
Hon placerade 1840 sin make på kejsartronen. Under flera år rivaliserade hennes make och Sahle Dengel om tronen. Etiopien kom inte att enas under en enda regent förrän kejsar Tewodros II kom på tronen 1855. Hon och hennes make avsade sig dock sina anspråk på tronen, och hon allierade sig med Tewodros II genom att gifta bort sitt barnbarn Tewabech Ali med honom. 
Sista gången hon omtalas var 1858. 